# Uc de Lescura
Uc de Lescura (fl....1190-1204...) fou un trobador occità. Se'n conserva només un sirventès.

## Vida
No es tenen dades documentals sobre aquest trobador. Fins i tot el topònim del seu nom, Lescura, pot correspondre's amb diverses localitats. L'única peça conservada d'aquest autor, un sirventès, permet datar la seva activitat a finals del segle xii i inicis del XIII: segueix l'estrofisme d'una peça de 1187/89 i cita com a vius trobadors que desaparegueren cap a 1204.

## Obra
Se'n conserva només un sirventès. La mètrica (i, per tant, també la melodia) estan preses d'una cançó de Pèire Vidal (Anc no mori per amor ni per al PC 364,4). És una peça interessant perquè en la primera cobla proclama la seva superioritat sobre d'altres trobadors: Pèire Vidal, Albertet, Perdigon, Aimeric de Peguilhan, Elias Fonsalada, i tres desconeguts (per nosaltres): Arnaut Romieu, Pelardit i Gualaubet. I enumera la característica principal de cadascun d'ells; els mots rics (orgullosos?) de Peire Vidal, la veu i elocució d'Albertet, la música greu de Perdigon, la música de viola de Gualaubet, etc. La segona cobla continua afirmant la seva superioritat respecte d'aquests trobadors. La resta de la peça és un atac als barons malvats a l'estil d'algunes peces de Marcabrú.

### Cobla
- (452,1)[4] De mots ricos no tem Peire Vidal

### Repertoris
- Alfred Pillet / Henry Carstens, Bibliographie der Troubadours von Dr. Alfred Pillet […] ergänzt, weitergeführt und herausgegeben von Dr. Henry Carstens. Halle : Niemeyer, 1933 [Uc de Lescura és el número PC 452]